# Gia súc

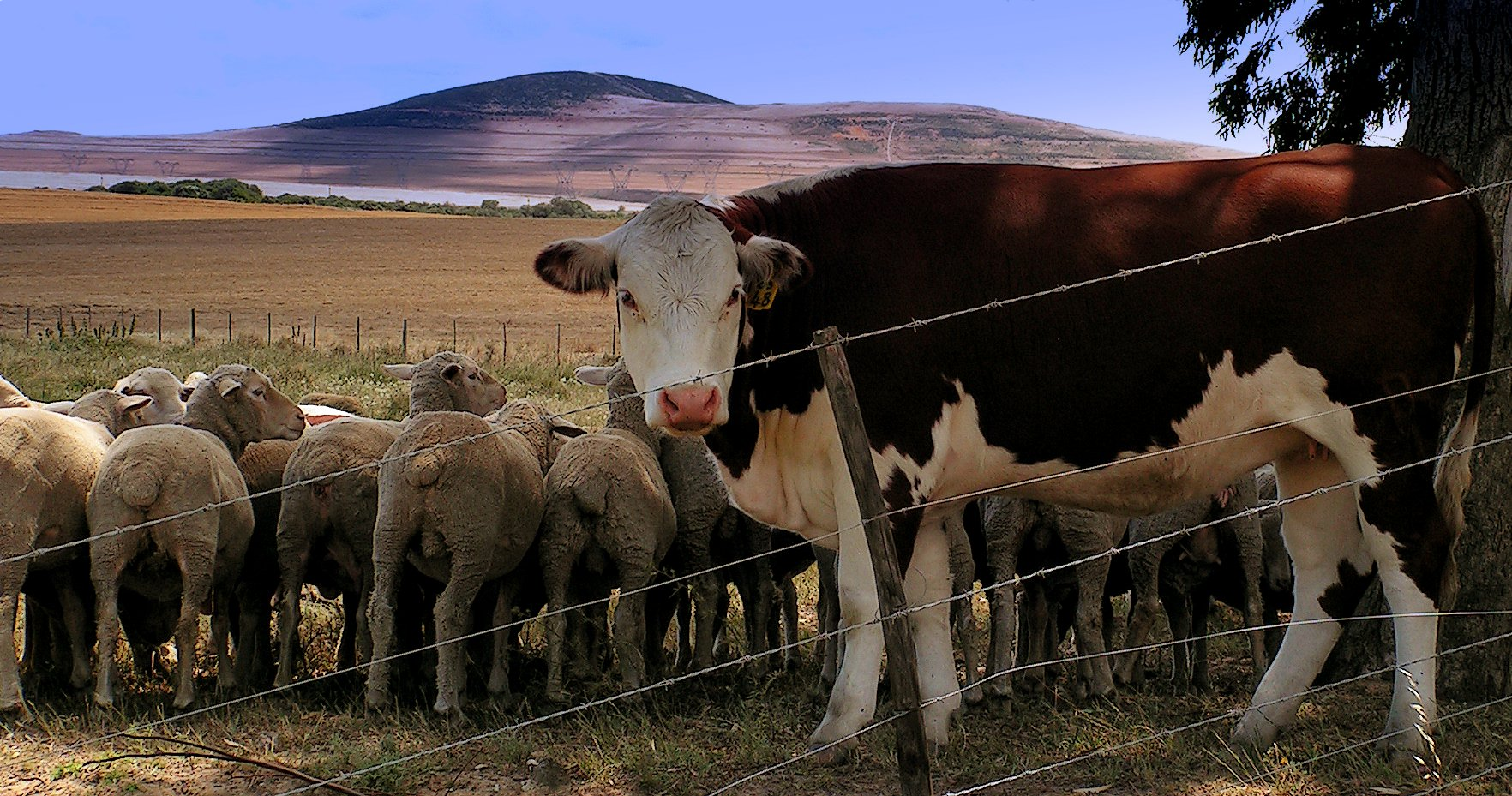
Cừu và bò sữa được nuôi tại Nam Phi

Gia súc là tên dùng để chỉ một hoặc nhiều loài động vật có vú được thuần hóa và nuôi vì mục đích để sản xuất hàng hóa như lấy thực phẩm, chất xơ hoặc lao động. Việc chăn nuôi gia súc là một bộ phận quan trọng trong nền nông nghiệp.
Thuật ngữ gia cầm hay thủy cầm được dùng cho các loài chim, và thủy sản hay hải sản được dùng cho các sinh vật thủy sinh.

## Các loài vật nuôi chính
Vật nuôi có thể mang nghĩa hẹp hay rộng. Nhìn rộng ra thì vật nuôi là bất cứ giống súc vật nào được con người nuôi vì mục đích hữu dụng, thương mại. "Vật nuôi" có thể có hàm nghĩa là gia súc, "bán gia súc" và động vật hoang dã bị nuôi nhốt. "Bán gia súc" là động vật chỉ mới được con người thuần hóa ở mức độ thấp hoặc còn đang bị con người tranh cãi về tình trạng thuần hóa. Bán gia súc cũng có là loại vật nuôi đang trong quá trình được con người thuần hóa. Một số người sử dụng khái niệm vật nuôi chỉ nhằm để nói đến các loài động vật nuôi trong hộ gia đình hay để để chỉ riêng động vật cung cấp thịt đỏ .
| Loài              | Bộ           | Tình trạng thuần hóa        | Tổ tiên hoang dã     | Lần đầu tiên được nuôi       | Khu vực được nuôi             | Sản phẩm                          |
| ----------------- | ------------ | --------------------------- | -------------------- | ---------------------------- | ----------------------------- | --------------------------------- |
| Lạc đà Alpaca     | Bộ Guốc chẵn | thuần hóa hoàn toàn         | Lạc đà Vicuña        | Từ năm 5000 TCN đến 4000 TCN | Andes                         | lông                              |
| Bò rừng bizon     | Bộ Guốc chẵn | nuôi giữ nhưng còn hoang dã | N/A                  | Cuối thế kỷ 19               | Bắc Mỹ                        | thịt, da                          |
| Lạc đà            | Bộ Guốc chẵn | thuần hóa hoàn toàn         | Lạc đà hoang         | Từ năm 4000 TCN đến 1400 TCN | Trung Đông                    | sức lao động, thịt, sữa           |
| Bò nhà            | Bộ Guốc chẵn | thuần hóa hoàn toàn         | Bò Tur               | 6000 TCN                     | toàn Thế giới                 | sức lao động, thịt, sữa, da       |
| Hươu / Nai        | Bộ Guốc chẵn | nuôi giữ nhưng còn hoang dã | N/A                  | 1970                         | Bắc Mỹ                        | thịt, sừng, da                    |
| Lừa               | Bộ Guốc lẻ   | thuần hóa hoàn toàn         | Lừa hoang châu Phi   | 4000 TCN                     | toàn Thế giới                 | sức lao động, sữa, thịt           |
| Dê                | Bộ Guốc chẵn | thuần hóa hoàn toàn         | Dê núi               | 8000 TCN                     | Châu Á                        | sức lao động, sữa, thịt, da, lông |
| Chuột lang        | Bộ Gặm nhấm  | thuần hóa hoàn toàn         | Cavia tschudii       | 5000 TCN                     | Nam Mỹ                        | thịt                              |
| Ngựa              | Bộ Guốc lẻ   | thuần hóa hoàn toàn         | Ngựa hoang           | 4000 TCN                     | toàn Thế giới                 | sức lao động, thịt, sữa           |
| Lạc đà không bướu | Bộ Guốc chẵn | thuần hóa hoàn toàn         | Guanaco              | 3500 TCN                     | Andes                         | sức lao động, thịt, lông          |
| La                | Bộ Guốc lẻ   | thuần hóa hoàn toàn         | lai giữa Lừa và Ngựa |                              | toàn Thế giới                 | sức lao động                      |
| Lợn               | Bộ Guốc chẵn | thuần hóa hoàn toàn         | Lợn rừng             | 7000 TCN                     | toàn Thế giới                 | thịt, da                          |
| Thỏ               | Bộ Thỏ       | thuần hóa hoàn toàn         | Nuralagus            | Từ năm 400 TCN đến 900 TCN   | toàn Thế giới                 | thịt, lông                        |
| Tuần lộc          | Bộ Guốc chẵn | thuần hóa một phần          | N/A                  | 3000 TCN                     | Bắc Âu                        | sức lao động, sữa, thịt, da, sừng |
| Cừu               | Bộ Guốc chẵn | thuần hóa hoàn toàn         | Cừu Mouflon          | Từ 11000 TCN đến 9000 TCN    | toàn Thế giới                 | sữa, thịt, da, lông               |
| Trâu              | Bộ Guốc chẵn | thuần hóa hoàn toàn         | Trâu rừng            | 4000 TCN                     | Đông Nam Á, Nam Á, Đông Bắc Á | sức lao động, sữa, thịt           |
| Bò Tây Tạng       | Bộ Guốc chẵn | thuần hóa hoàn toàn         | Trâu Tạng            | 2500 TCN                     | Tây Tạng                      | sức lao động, sữa, thịt, lông     |